# Læsø Fiskeindustri
A/S Læsø Fiskeindustri er en virksomhed på Læsø i Kattegat. Virksomheden pakker og sælger blandt andet jomfruhummere til både det danske og sydeuropæiske marked. 
Virksomheden blev grundlagt i 1963 og har flere gange udvidet pakkehallerne på Læsø og har desuden etableret et datterselskab i Peterhead i Skotland (1998) samt åbnet en fabrik i Hvide Sande (2001).

## Udmærkelser
A/S Læsø Fiskeindustri modtog i 2004 den internationalt anerkendte hæderspris "Kong Frederik IXs Hæderspris for fortjenstfuld indsats for dansk eksport". En pris som gives til virksomheder, der igennem mange år har ydet en særlig indsats for dansk eksport.